# Kolegiata św. Marcina w Opatowie
Kolegiata św. Marcina w Opatowie – romański kościół parafialny pw. Świętego Marcina z Tours ulokowany w Opatowie, w województwie świętokrzyskim. Jest to najcenniejszy zabytek Opatowa. Posiada status kolegiaty. 2 lutego 2023 kolegiata została uznana za pomnik historii.

## Historia

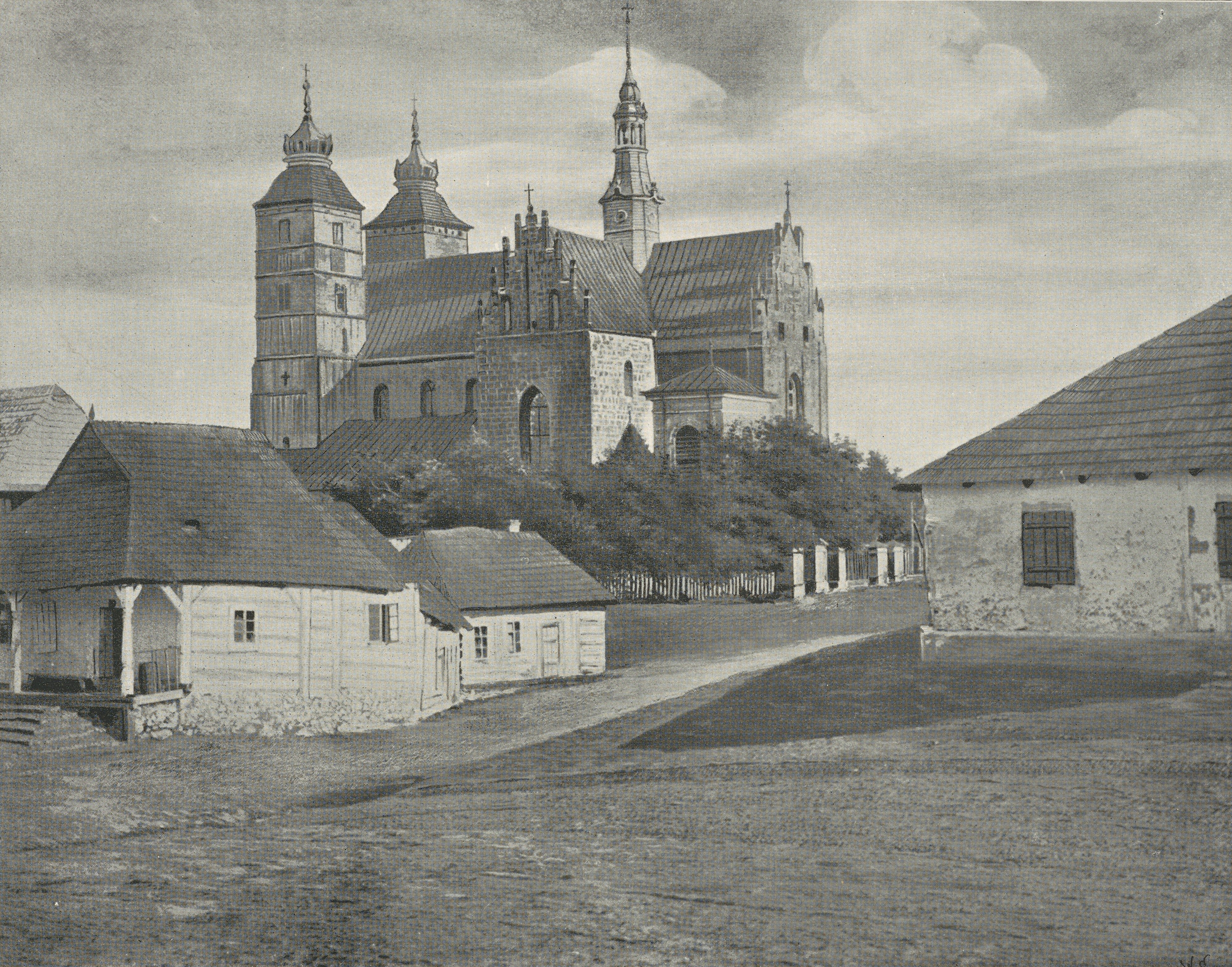
Widok kolegiaty przed 1899

Pierwsza wzmianka o kanonikach opatowskich pochodzi z roku 1206. Zaginęły ślady, kto był rzeczywistym fundatorem tej świątyni: jedni za Janem Długoszem twierdzą, że syn Bolesława Krzywoustego książę Henryk Sandomierski, krzyżowiec, wybudował tu klasztor dla sprowadzonych z Jerozolimy templariuszy, lecz pobyt templariuszy w Opatowie jest kwestionowany. Inni przypisują kościół cystersom lub benedyktynom. Zygmunt Świechowski zwraca uwagę, że nie zachował się żaden dokument poświadczający czas rozpoczęcia czy zakończenia budowy kolegiaty. Tylko na podstawie wprowadzenia wspólnot kolegiackich oraz w oparciu o możliwość datowania określonych form detalu architektonicznego można przypuszczać, że czas wznoszenia kolegiaty przypadł na drugą ćwierć XII w. i przeciągnął się nieco poza połowę tego stulecia. Wybudowana w stylu romańskim świątynia zawiera wiele elementów gotyku oraz późniejsze renesansowe i barokowe szczegóły.
Zygmunt Gloger w opisie diecezji lubuskiej, wspomniał również o Opatowie:
... biskupi zaś lubuscy ustąpili do Polski z zamiarem apostołowania na Rusi. Henryk Brodaty, zarządzający dzielnicą krakowską i sandomierską, osiedlił ich w Sandomierskim, gdzie dano im opactwo Opatowskie po Cystersach, dawniej zaś posiadali już dobra Biskupice (Koprzywnica?) pod Sandomierzem, których nazwa stąd właśnie pochodziła, że do biskupów (lubuskich) należały. Biskupi ci, nie posiadając potem żadnej dyecezyi ani za Odrą, ani na Rusi, byli już tylko in partibus biskupami na Lubuszu i Rusi i z tytułem tym do końca wieku XV przetrwali, lubo na początku XIV wieku biskup lubuski, Stefan II, twierdził, że poprzednicy jego rezydowali we Włodzimierzu Wołyńskim, gdzie nawet miały być ich groby.

## Kościół

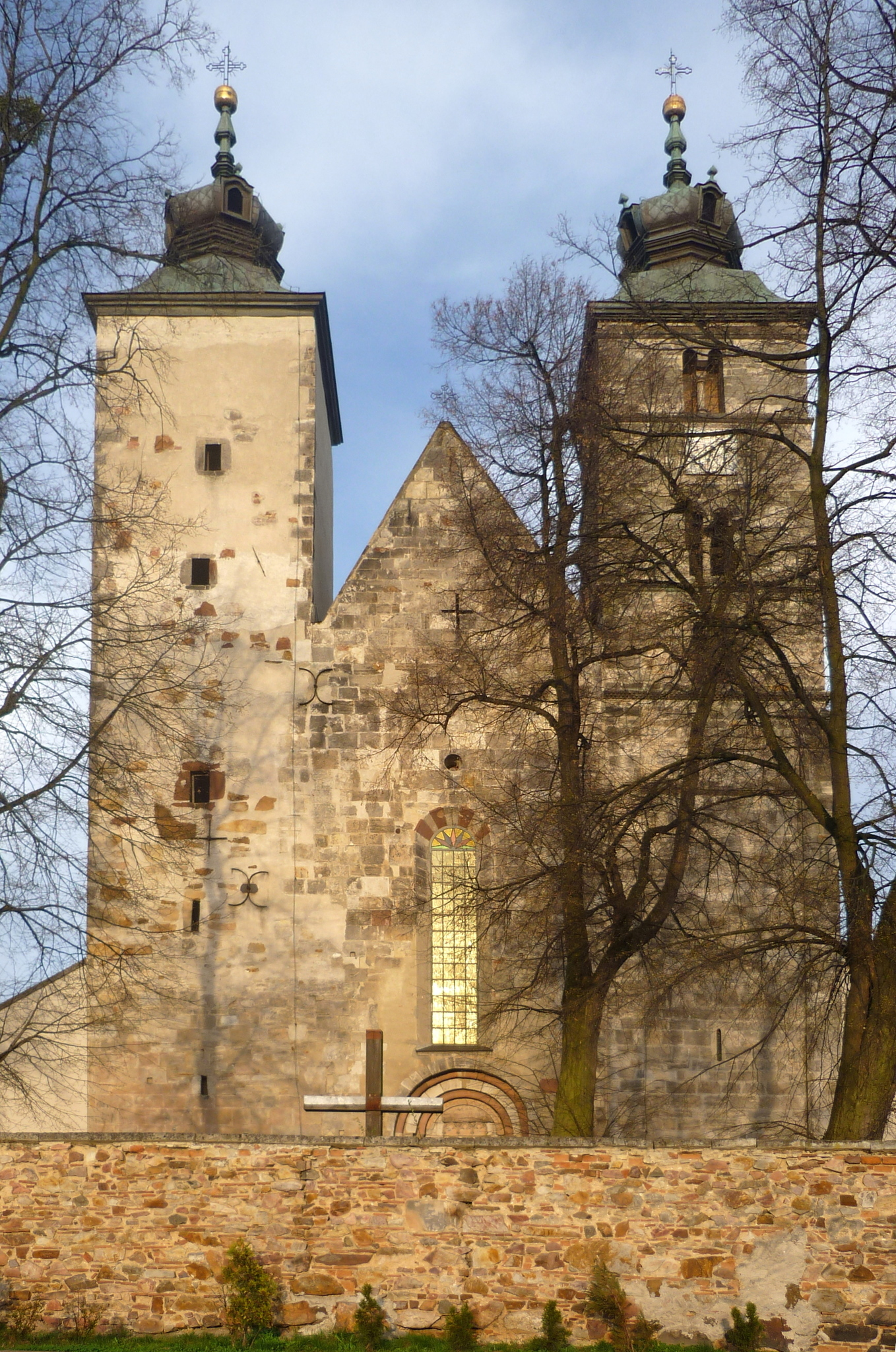
Kolegiata widziana od zachodu

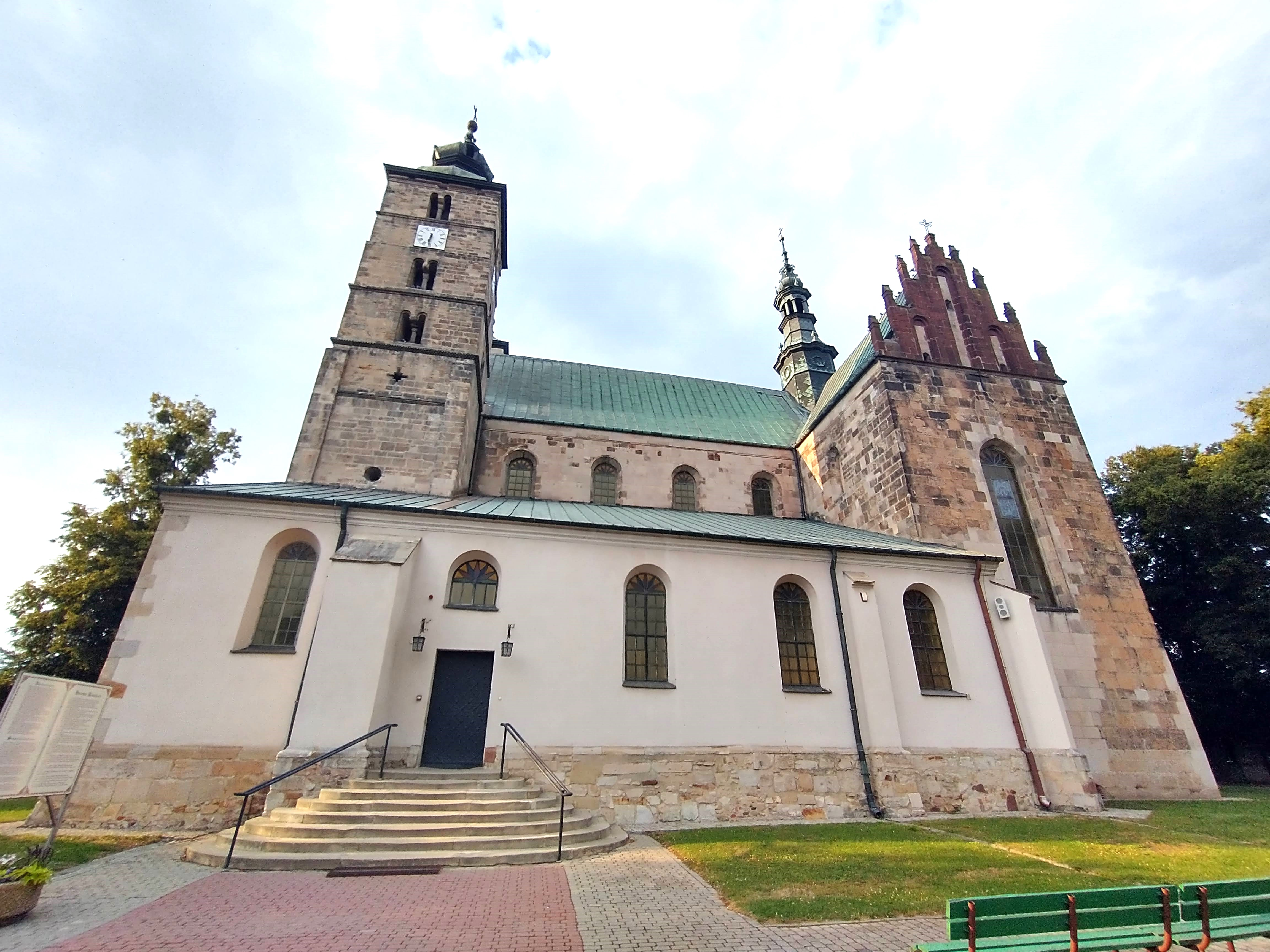
Zdobione gotyckim szczytem skrzydło transeptu, sygnaturka i wieża

Kościół św. Marcina, wzniesiony z okolicznych ciosów piaskowca krzemienistego, jest trójnawową bazyliką z transeptem, z dwoma wieżami od zachodu oraz trzema apsydami od wschodu. Między wieżami znajduje się portal główny, romański z osadzonym na nim gotyckim portalem. W fasadzie zachodniej zwraca uwagę fryz z reliefem zoomorficznym. Romański portal znajduje się również w kruchcie północnej, ozdobiony motywami roślinnymi, w które wkomponowano herby Łabędź i Odrowąż. W nawach bocznych kolegiaty są osłonięte dawne romańskie okienka.
Nawa główna budowli pochodzi prawdopodobnie z XVI wieku. Pokryta jest późnogotyckim sklepieniem kolebkowym. Zastąpiło ono pierwotny drewniany strop.

## Przebudowy
Kolegiata opatowska, zachowana w pierwotnym obrębie murów, uległa w ciągu swego istnienia kilku przebudowom. Pierwsza, znaczniejsza przebudowa obiektu miała miejsce w drugiej ćwierci XIII w., którą prawdopodobnie przeprowadził warsztat cysterskich budowniczych czynnych przy wznoszeniu zabudowań opactwa w Wąchocku. Najpoważniejsza przebudowa nastąpiła w pierwszej połowie XVI w., po spaleniu kościoła w 1502 r., podczas napaści Tatarów na Małopolskę.

## Wnętrze

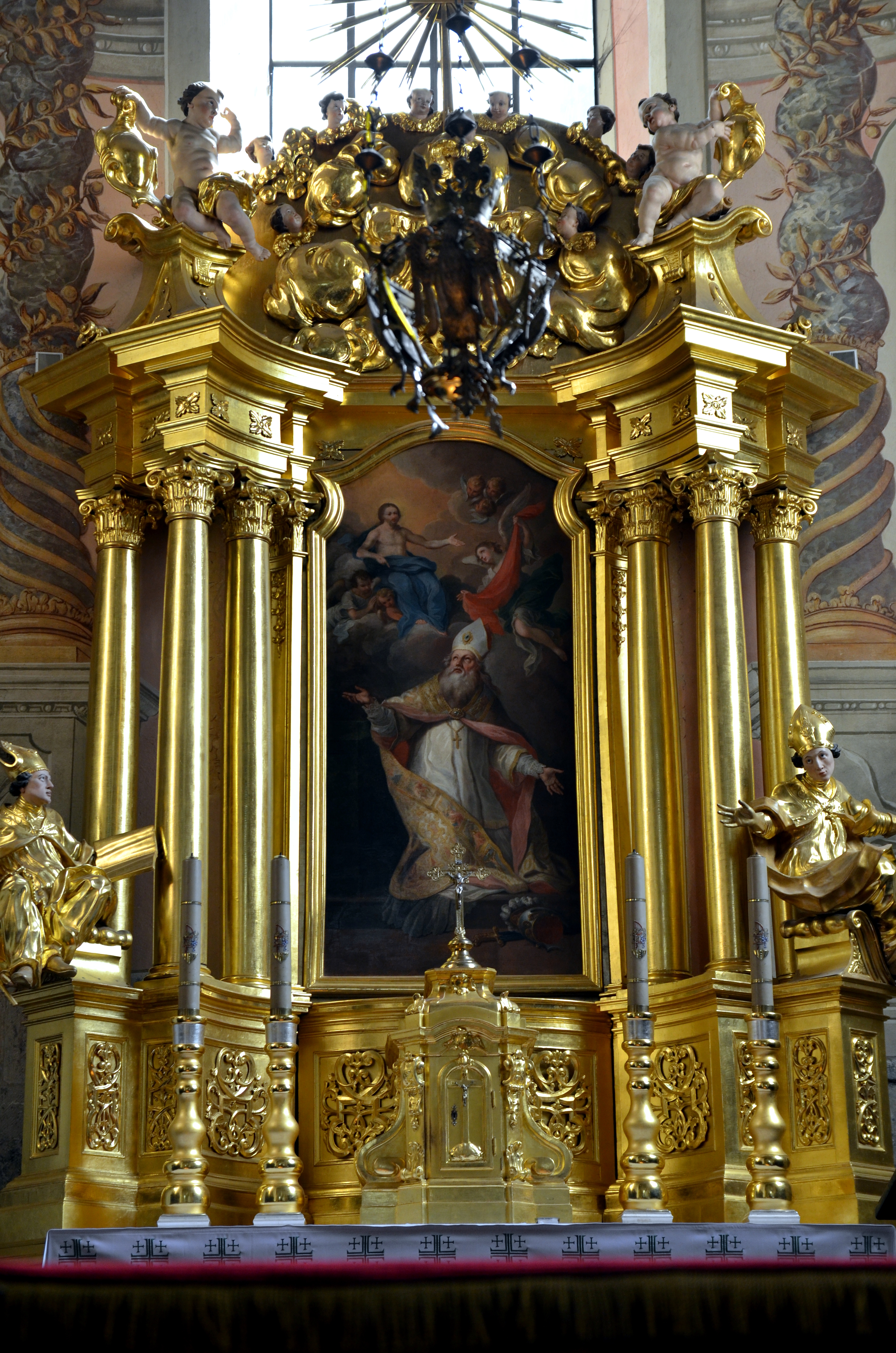
Ołtarz główny

Wnętrze kościoła pokryte jest polichromią barokową z XVIII wieku w kolorystyce błękitno-różowej i nadają wnętrzu bardzo specyficzny klimat. Na ścianach prezbiterium widnieją malowidła historyczno-batalistyczne. Z prawej strony znajduje się obraz przedstawiający „Bitwę na Psim Polu”. Po stronie lewej znajduje się malowidło ukazujące „Bitwę pod Grunwaldem” w 1410 roku i triumf wojsk Władysława Jagiełły.
W północnej części jest kolejny obraz batalistyczny „Bitwa pod Wiedniem”. Przedstawia on husarię Jana III Sobieskiego, walczącą z Turkami pod Wiedniem. Mury nawy głównej, nad arkadami, pokryte zostały scenami alegorycznymi, natomiast na sklepieniu są sceny z życia św. Marcina. Wyposażenie wnętrza kolegiaty pochodzi z XVIII wieku. W ołtarzu – na przedłużeniu prawej, południowej nawy jest obraz Matki Boskiej z Dzieciątkiem z XVI wieku. Przypuszcza się, że został on namalowany przez Włocha Timoteo Viti z Urbino.

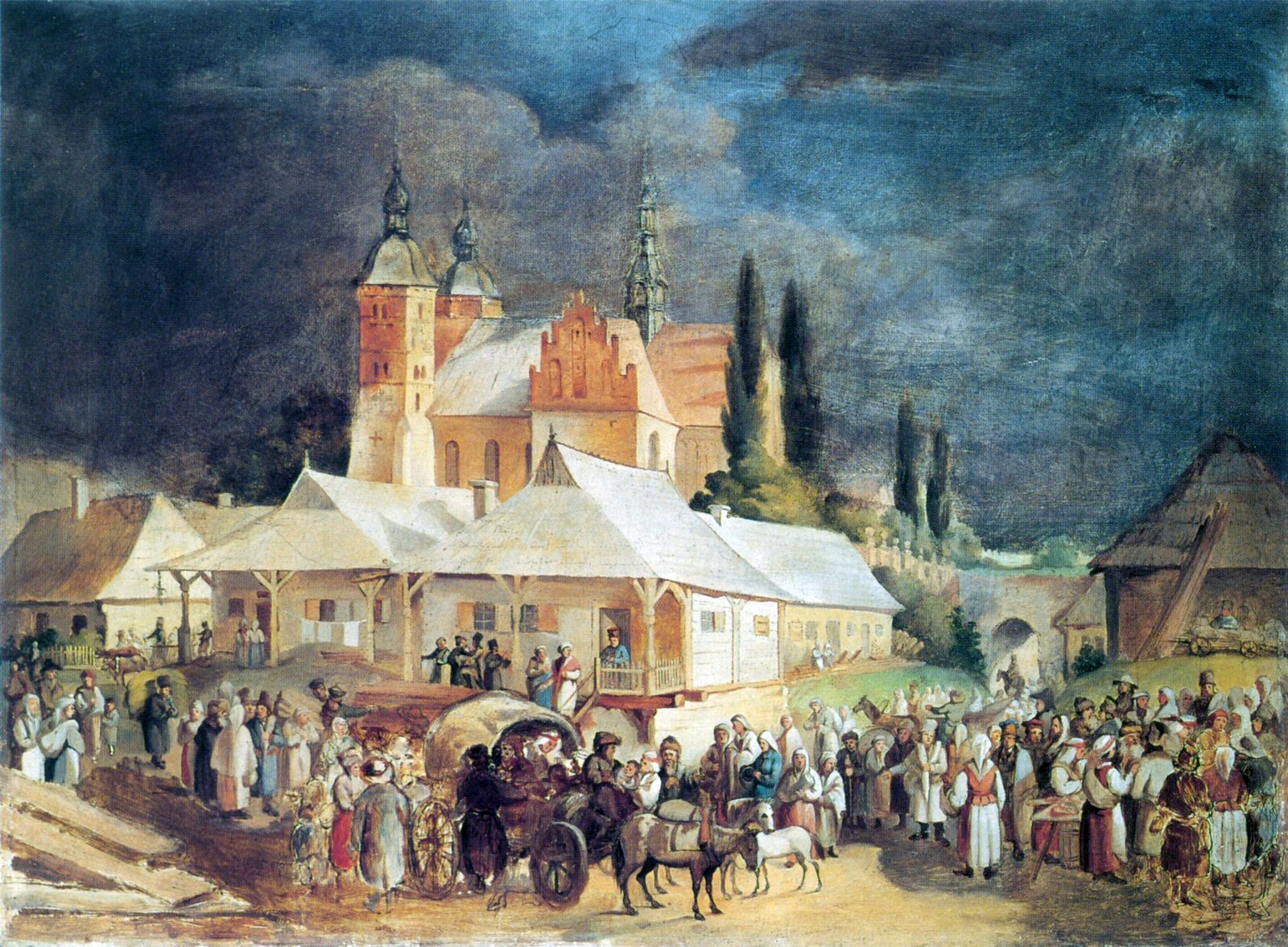
Targ w Opatowie, Jan Feliks Piwarski, 1854. W tle Kolegiata św. Marcina

W transepcie przy lewej, północnej nawie znajduje się renesansowy nagrobek rodziny Szydłowieckich: Kanclerza Wielkiego Koronnego Krzysztofa i jego syna Zygmunta. Poniżej leżącej w zbroi postaci kanclerza znajduje się renesansowa płaskorzeźba wykonana w brązie, pochodząca z warsztatu Bartolommeo Berrecciego przedstawiająca tzw. Lament Opatowski. Płaskorzeźba ta będąca arcydziełem sztuki okresu renesansu i świadcząca zarazem o wielkim kunszcie ówczesnych polskich rzemieślników przedstawia 41 postaci opłakujących zmarłego kanclerza, właściciela miasta Opatowa i odnowiciela kolegiaty – Krzysztofa Szydłowieckiego. Wśród tych postaci jest król Zygmunt I Stary, dostojnicy państwowi, dworzanie, muzycy, śpiewacy i członkowie rodziny Szydłowieckich. Płaskorzeźba pochodzi prawdopodobnie z 1541 roku. Obok niej znajduje się nagrobek córki kanclerza Anny, wykonany z węgierskiego marmuru.
Z okresu renesansu zachował się również w kolegiacie drewniany strop pod chórem, zdobiony kasetonami i polichromią.
Poza wymienionymi dziełami sztuki w kolegiacie znajduje się jeszcze wiele innych cennych przedmiotów. Monstrancja w stylu regencji z ok. 1730 roku, dwa kielichy barokowe: ok. poł. w. XVII i w. XVIII gładki, z pateną, pacyfikał rokokowy z 1752 roku z herbami Odrowąż, Jastrzębiec, Łabędź, Sulima. Ornaty z tkaniny renesansowej z XVI wieku, haftowany z XVII wieku, aplikowany w bukiety kwiatowe z datą 1741 roku i wiele innych.
Aktualnie kolegiata poddawana jest gruntownemu remontowi, dzięki czemu odsłonięto szereg nowych i nieznanych wcześniej malowideł. Obok Kolegiaty stawiana jest plebania zwana „Antoniówką” od imienia pomysłodawcy księdza prałata Antoniego Gnoińskiego.

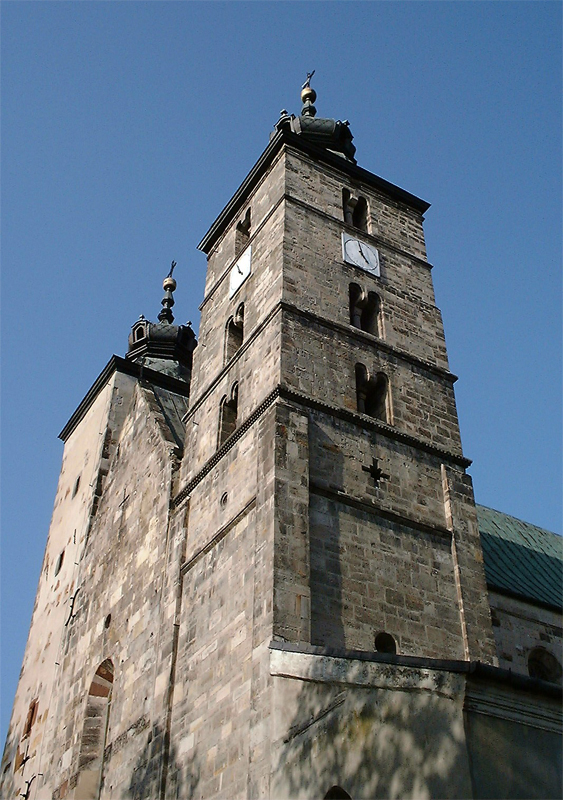
Południowa wieża

## Biblioteka
W bibliotece stanowiącej archiwum znajdują się dokumenty i rękopisy m.in.: akt kupna Opatowa od biskupów lubuskich przez Krzysztofa Szydłowieckiego 1514; tzw. „Przywilej Opatowski” nadany kolegiacie przez Krzysztofa Szydłowieckiego 1519, w formie karty pergaminowej z miniaturami wykonanymi przez Stanisława Samostrzelnika: na lewym marginesie przedstawia klęczącego kanclerza z proporcem i herbem oraz nad nim postać Św. Marcina na koniu. Biblioteka zawiera manuskrypty, inkunabuły oraz starodruki. Niestety, obecnie księgozbiór znajduje się w bardzo złym stanie (zagrzybienie). Ważne miejsce zajmuje księgozbiór dzieł teologicznych i filozoficznych w liczbie ok. 500 woluminów, m.in. dzieła Cycerona, Arystotelesa, Jana Chyzostoma, Augustyna.

## Odkryty nagrobek

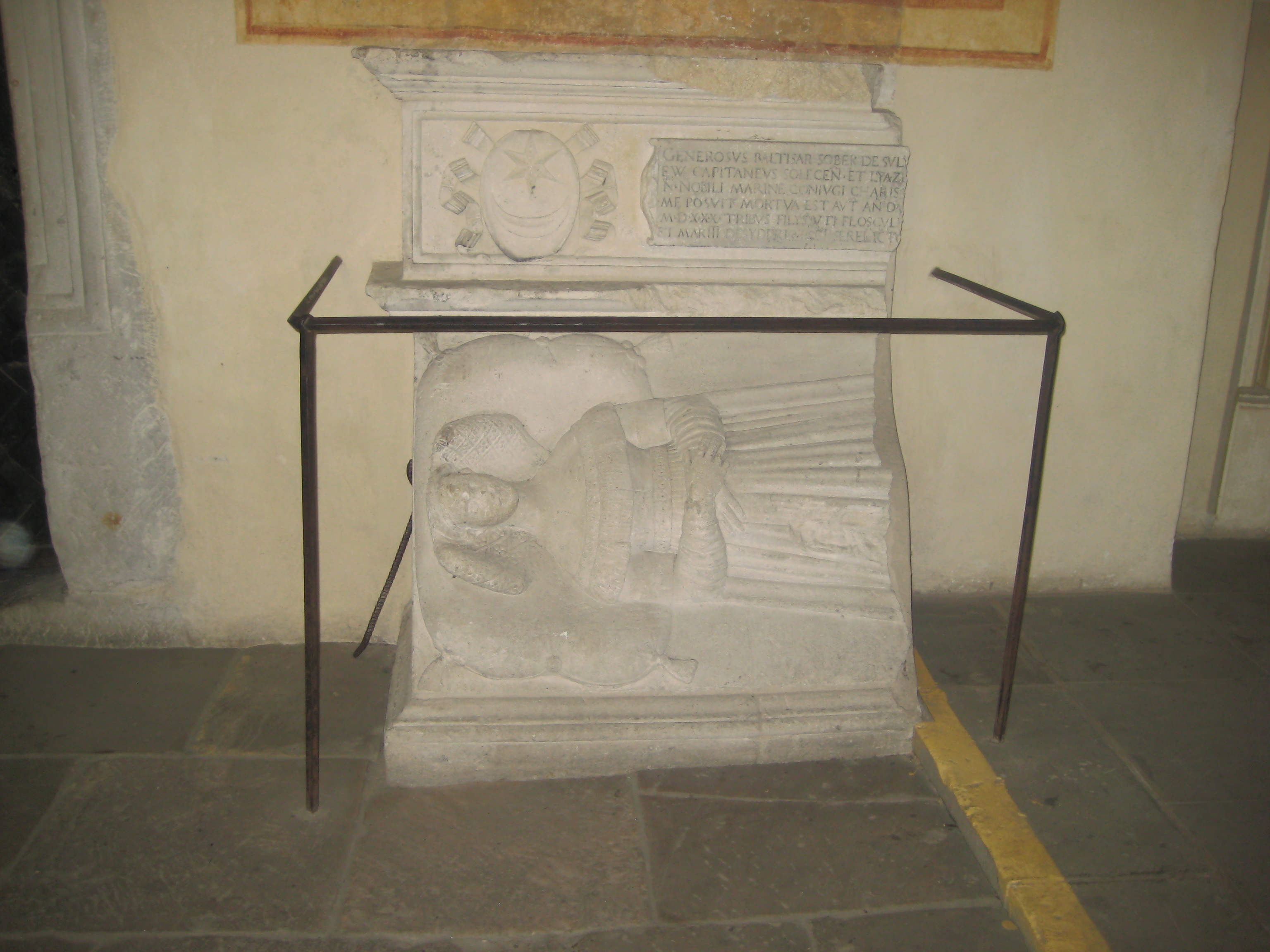
Odkryty nagrobek Maryny Sobek

Podczas prac konserwatorskich prowadzonych w 2003 w kapitularzu Kolegiaty odkryto kamienny nagrobek. Łacińska inskrypcja informuje, iż nagrobek ufundował w 1530 starosta solecki Baltazar Sobek z Sulejowa swojej ukochanej żonie Marynie. Na nagrobku znajduje się herb Leliwa, którym pieczętował się ojciec Maryny – podskarbi ziemski litewski Abraham Ezofowicz (nobilitowany przez Zygmunta I w Wilnie 1 lipca 1507). Baltazar Sobek i Maryna pozostawili trzech synów, Krzysztofa, Mikołaja i Stanisława. Najmłodszy syn Stanisław Sobek z Sulejowa przeszedł do historii jako podskarbi wielki koronny.

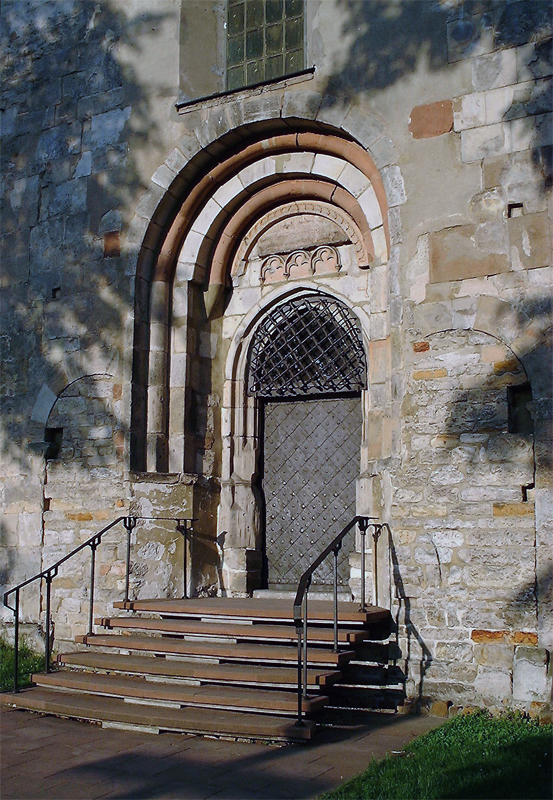
Zachodni portal kolegiaty. W czasach Jana Długosza mieścił romański tympanon fundacyjny przedstawiający zakonników rycerzy